# Żelazne Góry

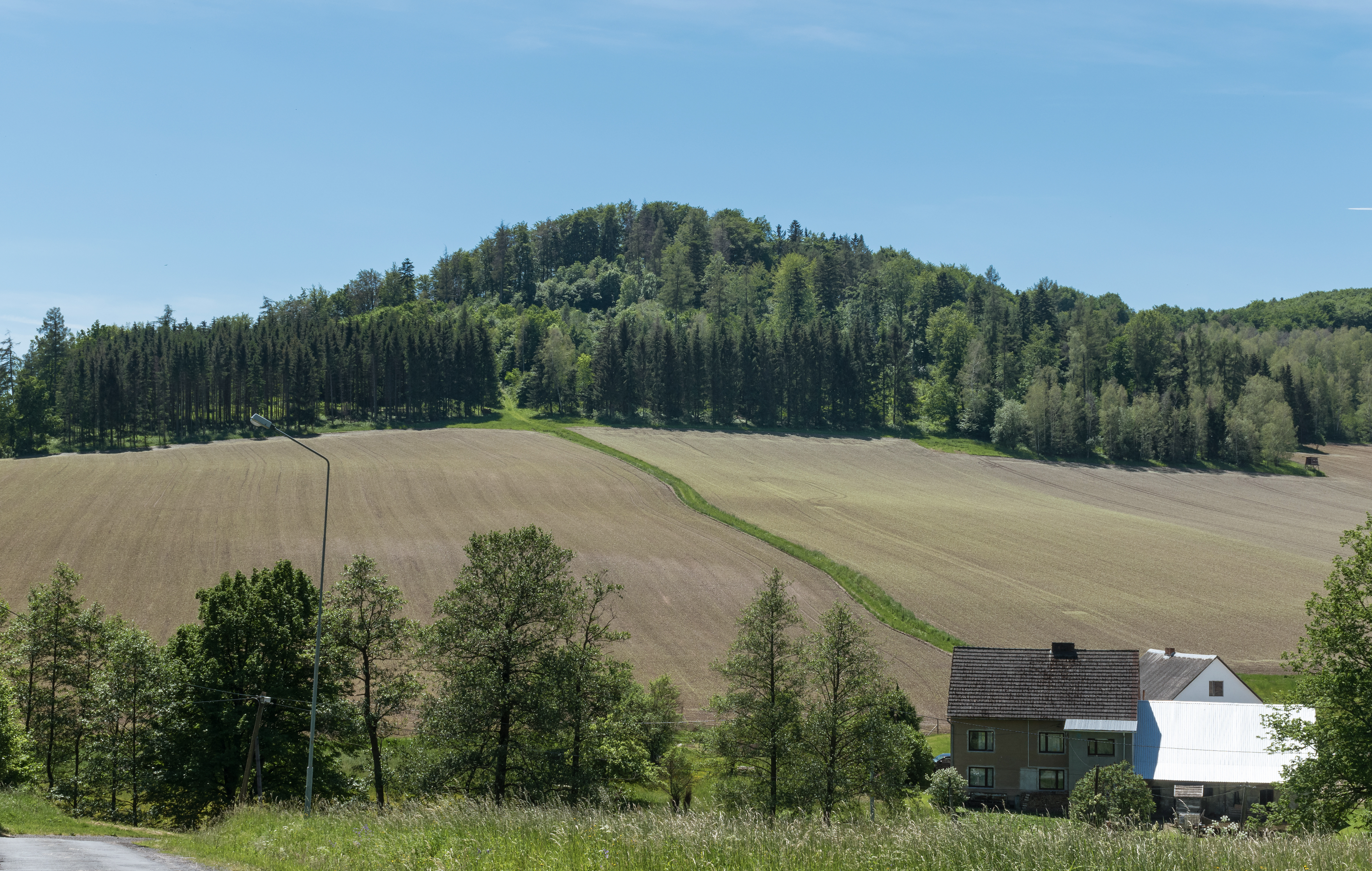
Kamiennik w Żelaznych Górach

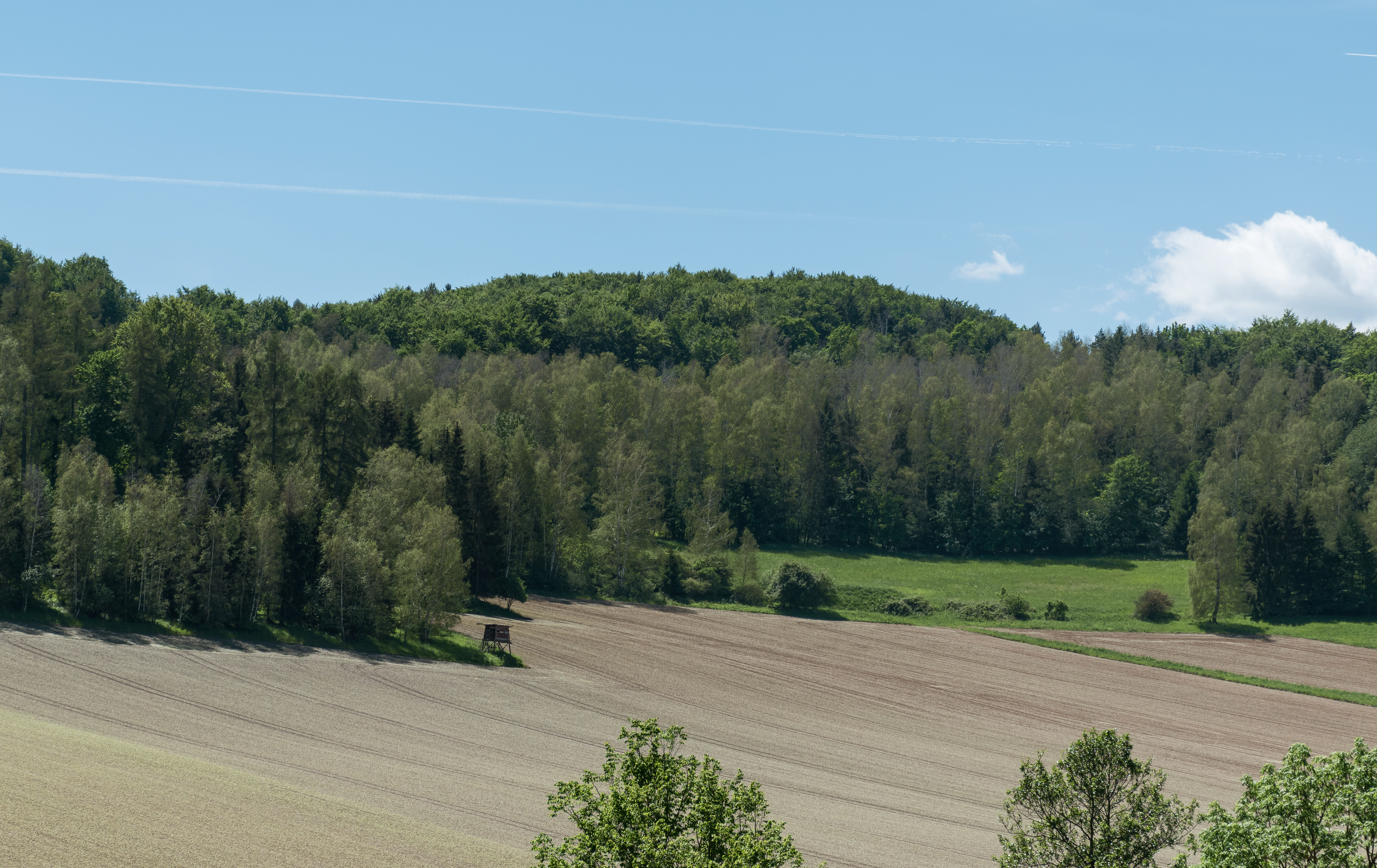
Żeleźniak w Żelaznych Górach

Żelazne Góry – niewielki masyw górski w południowo-zachodniej Polsce, w Sudetach Wschodnich, w Masywie Śnieżnika, w Krowiarkach.

## Położenie
Wzniesienie, położone w Sudetach Wschodnich, w północno-zachodnim ramieniu Masywu Śnieżnika, w północno-zachodniej części Krowiarek. Wokół masywu położone są następujące miejscowości: na południowym zachodzie – Stary Waliszów, na południowym wschodzie – Nowy Waliszów, na północy – Romanowo, na północnym zachodzie – Piotrowice Dolne. Wewnątrz masywu, w dolinie bezimiennego potoku, prawego dopływu Piotrówki, leżą Piotrowice Górne.
Przełęcz Piotrowicka na północnym zachodzie oddziela masyw Żelaznych Gór od Piotrowickiego Lasu. Dolina potoku Piotrówka na północy od Słupca i Sędzisza. Na południowym wschodzie, za szosą z Nowego Waliszowa do Trzebieszowic Dzicza Góra stanowi łącznik z głównym grzbietem Krowiarek. Od południa Żelazne Góry opadają do Rowu Górnej Nysy (przede wszystkim Wysoczyzny Idzikowa, a na niewielkiej przestrzeni na południowym zachodzie Obniżenia Bystrzycy Kłodzkiej).

## Charakterystyka
Masyw ma kształt wału z kilkoma bocznymi odgałęzieniami lub greckiej litery υ. Zbocza są strome, linia grzbietowa niewyrównana, poszczególne wierzchołki, zwłaszcza w północnych odgałęzieniach sterczą w postaci stożków.
Najwyższym wzniesieniem jest Żeleźniak (591 m n.p.m.), a najbardziej znanym Krzyżowa (508 m n.p.m.) z kaplicą Św. Krzyża i drogą krzyżową. Inne szczyty, to: Kamiennik (591 m n.p.m.), Golina (544 m n.p.m.), Ostróg (504 m n.p.m.) oraz bezimmienne wzniesienia (554 m n.p.m.), (543 m n.p.m.), (541 m n.p.m.).

## Budowa geologiczna
Masyw odznacza się zróżnicowaną budową geologiczną. Zbudowany jest ze skał metamorficznych, należących do metamorfiku Lądka i Śnieżnika i powstałych w neoproterozoiku lub starszym paleozoiku, głównie łupków łyszczykowych, podrzędnie z łupków łyszczykowych z granatami, wapieni krystalicznych (marmurów kalcytowych i dolomitowych), amfibolitów serii strońskiej oraz gnejsów.
Został on wypiętrzony, wraz z całymi Sudetami w trzeciorzędzie, w czasie orogenezy alpejskiej. Wtedy też się rozpoczęła jego denudacja pod wpływem czynników erozji. Na grzbiecie, niektórych szczytach i zboczach wśród lasu, występują pojedyncze wapienne skałki oraz rumowiska skalne.

## Górnictwo
Na północno-wschodnim zboczu Kamiennika znajduje się czynny kamieniołom wapienia krystalicznego (marmuru). Wyrobiska opuszczonych łomów można napotkać w kilku miejscach. Dawniej eksploatowano też rudy żelaza, które przetapiano pod Żeleźniakiem i w Starym Waliszowie. Na grzbiecie na północny zachód od Kamiennika znajduje się nieczynna sztolnia.

## Roślinność
Główną część grzbietu z południowymi zboczami oraz fragmenty północnych grzbietów porośnięte są lasami bukowymi, mieszanymi oraz świerkowymi regla dolnego, niewielkie powierzchnie zajmują zarośla i samosiewy, pozostałe zbocza, zajmują łąki i częściowo pola uprawne. Niewielkie powierzchnie porośnięte są roślinnością kserotermiczną.
Rosną tu m.in. (na różnych siedliskach): buławnik wielkokwiatowy, listera jajowata, śnieżyczka przebiśnieg, śnieżyca wiosenna, wawrzynek wilczełyko, przylaszczka, kokorycz pusta, pierwiosnka wyniosła, zawilce, złoć, orlik pospolity, konwalia majowa, konwalijka dwulistna, lilia złotogłów, czworolist pospolity, kopytnik pospolity, marzanka wonna, gwiazdnice, firletka, lepnica biała, bniec czerwony, goździk, czerniec gronkowy, rutewka orlikolistna, kaczeńce, tojad, miesiącznica trwała, jaskry, dziewięćsił bezłodygowy, zimowit jesienny, czerniec gronkowy, łubin, skrzypy, paprotka zwyczajna, zanokcice i inne paprocie.

## Szlaki turystyczne
- czarny – z Bystrzycy Kłodzkiej do Ołdrzychowic biegnie pod szczytem Krzyżowej, a następnie przez Piotrowice Górne schodzi do Romanowa,
- żółty – z Żelazna na Przełęcz Puchaczówkę, następnie przechodzi doliną Piotrówki na północ od masywu.